# Wenzel Tobias Abele von Lilienberg
Wenzel Tobias Freiherr Abele von Lilienberg, avstrijski general, * 11. september 1775, † 30. avgust 1850.

## Življenjepis
Leta 1827 je bil poveljnik grenadirskega bataljona v 63. pehotnem polku, ki je bil garniziran v Pragi. 
Upokojen je bil 23. februarja 1839.

## Pregled vojaške kariere
Napredovanja
- generalmajor: 26. marec 1834